# Majorca Open 2002
Il Majorca Open 2002 è stato un torneo di tennis giocato sulla terra rossa.
È stata la 8ª edizione dell'Open de Tenis Comunidad Valenciana,
che fa parte della categoria International Series nell'ambito dell'ATP Tour 2002.
Si è giocato a Maiorca in Spagna,dal 29 aprile al 6 maggio 2002.

## Campioni

### Singolare
Gastón Gaudio ha battuto in finale  Jarkko Nieminen con il punteggio di 6–2, 6–3

### Doppio
Mahesh Bhupathi /  Leander Paes hanno battuto in finale  Julian Knowle /  Michael Kohlmann con il punteggio di 6–2, 6–4